# Truyền thống truyền miệng

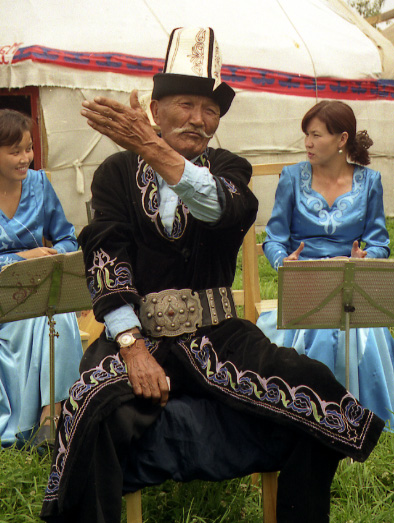
Một người Kyrgyz kể bản anh hùng ca Manas

Truyền thống truyền miệng là những truyền thống và tư liệu văn hóa được truyền miệng từ đời này sang đời khác. Theo cách này, trong một xã hội có thể lưu truyền lịch sử truyền miệng, văn học truyền miệng, luật truyền miệng và các tri thức khác qua các thế hệ mà không cần một hệ thống chữ viết.